# Joppidium rubriceps
Joppidium rubriceps là một loài tò vò trong họ Ichneumonidae.